# Curculioididae
Curculioididae — вимерла родина павукоподібних ряду рицінулей (Ricinulei). Родина існувала у кам'яновугільному періоді, 315-307 млн років тому. Скам'янілості представників родини знайдено у США, Німеччині та в Англії.

## Класифікація
Родина містить 2 роди з 11 видами:
- † Amarixys Selden, 1992

- † Amarixys gracilis (Petrunkevitch, 1945)
- † Amarixys stellaris Selden, 1992
- † Amarixys sulcata (Melander, 1903)

- † Curculioides Buckland, 1837

- † Curculioides adompha Brauckmann, 1987
- † Curculioides ansticii Buckland, 1837
- † Curculioides eltringhami Petrunkevitch, 1949
- † Curculioides gigas Selden, 1992
- † Curculioides granulatus Petrunkevitch, 1949
- † Curculioides mcluckiei Selden, 1992
- † Curculioides pococki Selden, 1992
- † Curculioides scaber (Scudder, 1890)